# Iriarteeae
Die Iriarteeae sind eine Tribus der Palmengewächse (Arecaceae). Kennzeichnend für die Gruppe sind die Stelzwurzeln. Den Vertretern wird fälschlicherweise die Fähigkeit zugeschrieben, mit Hilfe der Stelzwurzeln über den Boden wandern zu können.

## Merkmale
Die Vertreter der Iriarteeae sind schlanke bis robuste, aufrechte Palmen und bilden Stelzwurzeln aus. Sie sind monözisch. Die meist wenigen Blätter sind gefiedert, die Fiederblättchen sind ausgerissen, Blattrippen und größere Blattadern führen radial von der Basis weg. Häufig sind die Blätter in Längsrichtung in viele Segmente geteilt. Die Blattscheiden bilden einen Kronenschaft. Die Blütenstände sind ein- oder zweigeschlechtig, in der Form eine Ähre oder ein- bis zweifach verzweigt. Sie tragen ein Vorblatt und mehrere meist große Hochblätter am Blütenstandsstiel. Die Blüten stehen in Triaden oder davon abgeleiteten Gruppen. Die weiblichen Blüten haben imbricate Kronblätter mit valvaten Spitzen; oder die Kronblätter sind früh in der Entwicklung schon offen. Das Gynoeceum besitzt ein bis drei Samenanlagen. Die Frucht ist meist einsamig. Mehrsamige Früchte sind gelappt.

## Verbreitung
Die Vertreter kommen in Zentral- und Südamerika vor.

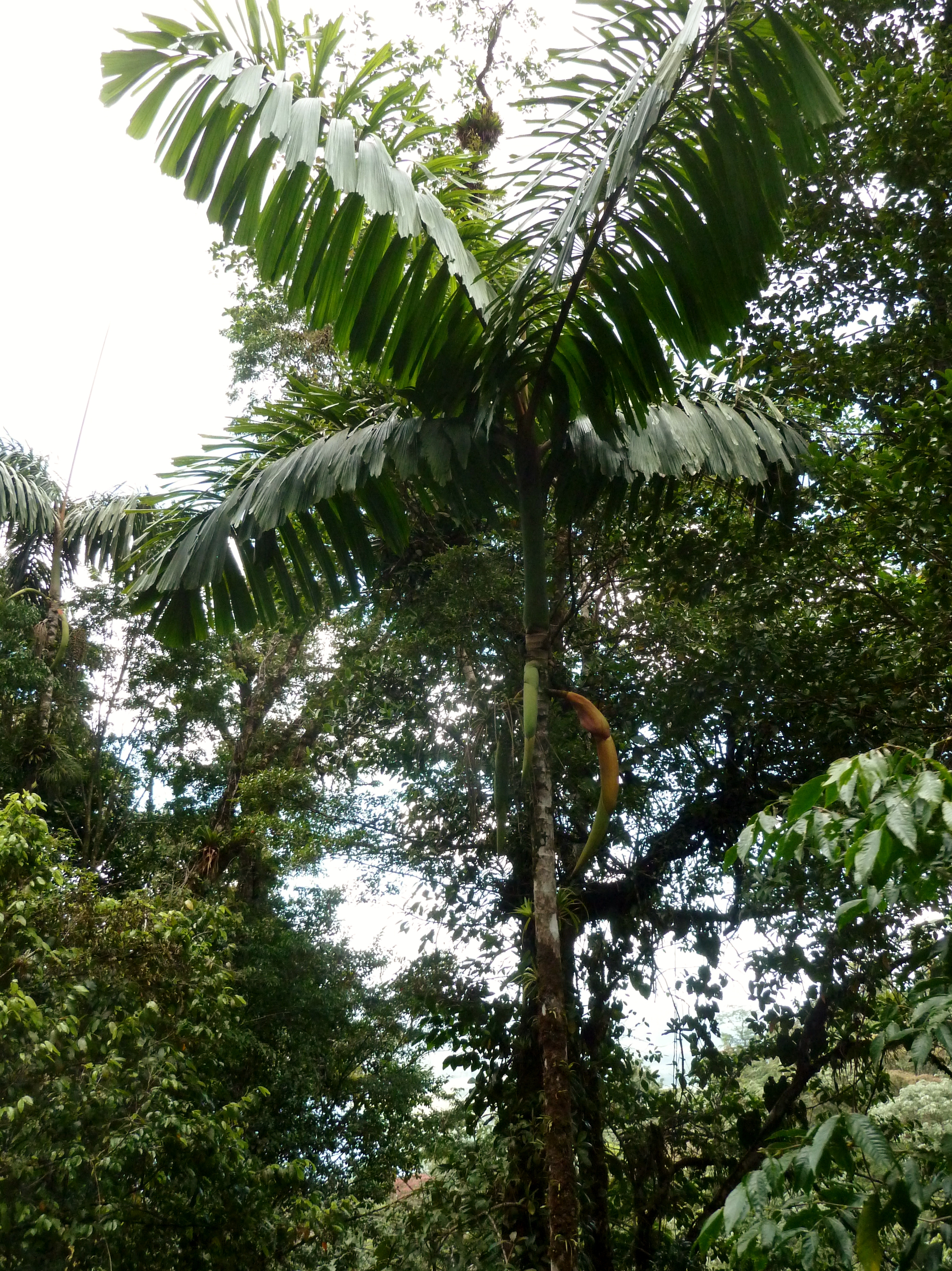
Iriartea deltoidea

## Systematik
Die Iriarteeae im Sinne von Dransfield et al. (2008) werden in allen Studien als natürliche Verwandtschaftsgruppe (Monophylum) identifiziert. Sie sind die basalste Gruppe der Arecoideae, also die Schwestergruppe aller anderen Arecoideae; oder sie sind die Schwestergruppe der sogenannten „Kern-Arecoideen“.
Zur Tribus werden fünf Gattungen gezählt, deren Verwandtschaftsverhältnisse zueinander noch nicht geklärt sind:     
- Iriartella H.Wendl.
- Dictyocaryum H.Wendl.
- Iriartea Ruiz & Pav.
- Socratea H.Karst.
- Wettinia Poepp. ex Endl.

Die alte Einteilung der Tribus in zwei Subtriben, Wettiniinae mit Wettinia und Iriarteinae mit den übrigen Gattungen, ließ sich nicht aufrechterhalten.

## Belege
- John Dransfield, Natalie W. Uhl, Conny B. Asmussen, William J. Baker, Madeline M. Harley, Carl E. Lewis: Genera Palmarum. The Evolution and Classification of Palms. Zweite Auflage, Royal Botanic Gardens, Kew 2008, ISBN 978-1-84246-182-2, S. 356f.